# Tony Humphries
Tony John Humphries – administrator Brytyjskiego Terytorium Oceanu Indyjskiego. Objął to stanowisko 14 lutego 2005 roku, a zastąpił na nim Charlesa Hamiltona. 3 grudnia 2007 roku zrezygnował z pełnienia tej funkcji, a jego następczynią została Joanne Yeadon.